# بوبي بونز
بوبي بونز (بالإنجليزية: Bobby Bones)‏ هو مقدم برامج إذاعية ومغني وكاتب أغاني أمريكي، ولد في 2 أبريل 1980 في هت سبرينغز في الولايات المتحدة.

## وصلات خارجية
- بوبي بونز على موقع IMDb (الإنجليزية)
- بوبي بونز على موقع ميوزك برينز (الإنجليزية)
- بوبي بونز على موقع قاعدة بيانات الفيلم (الإنجليزية)